# Ancistrocerus pakistanus
Ancistrocerus pakistanus är en stekelart som beskrevs av Giordani Soika 1986. Ancistrocerus pakistanus ingår i släktet murargetingar, och familjen Eumenidae. Inga underarter finns listade i Catalogue of Life.